# Сарыбастау (Жамбылский район)
Сарыбастау (каз. Сарыбастау) — село в Жамбылском районе Алматинской области Казахстана. Входит в состав Унгуртасского сельского округа. Код КАТО — 194277400.

## Население
В 1999 году население села составляло 1121 человек (549 мужчин и 572 женщины). По данным переписи 2009 года, в селе проживали 1144 человека (579 мужчин и 565 женщин).